# Igelsberg (Gemeinde Lengau)
Igelsberg ist ein Ort in Oberösterreich wie auch Ortschaft der Gemeinde Lengau im Bezirk Braunau am Inn.

## Geographie
Der Ort befindet sich 15 Kilometer südwestlich von Mattighofen, direkt an der Landesgrenze zu Salzburg. Eigentlich gehört er mit der Gemeinde zum Innviertel, er liegt aber am Krenwald (609 m ü. A.), einem südlichen Vorberg des Kobernaußerwalds, auf der Wasserscheide der Mattig (hier Schwemmbach) zur Vöckla (hier Kirchhamer Bach), also Inn zu Traun, und gehört landschaftlich zum Vöckla-Ager-Hügelland, einer Raumeinheit des benachbarten Hausruckviertels.
Das Rotte Igelsberg liegt 2 Kilometer direkt nordöstlich von Straßwalchen auf um die 620 m ü. A. Höhe. Zum Gemeindehauptort Friedburg liegt er 2½ Kilometer südlich, zu Schneegattern 4 Kilometer südwestlich jeweils hinter dem Wald. Die Ortschaft umfasst etwa 15 Gebäude mit etwa 60 Einwohnern.
| Ameisberg (O)                                           | Baierberg (O)                                            | Utzweih (O)                                                 |
| Gstöckat (O)                                            | Kompassrose, die auf Nachbargemeinden zeigt              | Haarlacken (O, Gem. Straßwalchen, Bez. Salzburg-Umg., Sbg.) |
| Latein (O, Gem. Straßwalchen, Bez. Salzburg-Umg., Sbg.) | Fißltal (O, Gem. Straßwalchen, Bez. Salzburg-Umg., Sbg.) | Baierham (Gem. Straßwalchen, Bez. Salzburg-Umg., Sbg.)      |

## Geologie
Der Ort liegt direkt dort, wo der maximale Gletschervorstoß der Alpen war. Von der Niederung bei Lengau zieht sich als breiter Wall über Utzweih – Krenwald und in Folge weiter nach Frankmarkt die Zone der Endmoränen desjenigen Lobus des Traungletschers, der das Mondseeland ausgefurcht hat („Mondseegletscher“). Sie gehört teils zur Mindel- (vor um 450.000 Jahren), teils zur Riß-Kaltzeit (vor etwa 200.000 Jahren).
Der Ort hat gemeinsam mit Utzweih eine eigene Freiwillige Feuerwehr.